# John Abruzzi
(John Abruzzi)
John Abruzzi, interpretato da Peter Stormare, è un personaggio della serie TV Prison Break. È uno dei personaggi principali della prima stagione e viene introdotto nella serie a partire dall'episodio pilota come un detenuto dai molti privilegi nel penitenziario di Fox River. Come Theodore "T-Bag" Bagwell, Abruzzi è uno di quei detenuti che è meglio avere come alleato piuttosto che come antagonista.
Prima del suo arresto, Abruzzi è il boss della mafia di Chicago. Viene arrestato e condannato a 120 anni di carcere grazie alla testimonianza di Otto Fibonacci, che ha assistito all'uccisione di due uomini da parte di un altro mafioso su ordine di Abruzzi. Quest'ultimo spera di potersi vendicare di Fibonacci attraverso un altro mafioso, Philly Falzone, ma Fibonacci è entrato a far parte di un Programma di Protezione Testimoni e Abruzzi ne ha perso le tracce. Michael Scofield, con un complesso giro di telefonate riesce a rintracciare la posizione di Fibonacci, e userà questa informazione come moneta di scambio con Abruzzi per ottenere alcune sostanze chimiche utili al piano e un passaggio per il Messico dopo l'evasione.
Peter Stormare ha fatto parte del cast principale sin dall'episodio pilota fino all'episodio La fine del tunnel in cui il suo personaggio, ferito da T-Bag, esce di scena. Ritornerà sei episodi più tardi ma l'attore non farà più parte del cast "regolare". Al quarto episodio della seconda stagione, John Abruzzi uscirà definitivamente di scena perché ucciso dagli agenti comandati da Alexander Mahone.
John Abruzzi ha alcuni figli, in particolare suo figlio Luca Abruzzi diventerà un trafficante di droga a Chicago.

## Storia

### Prima stagione
Essendo un capo della mafia di Chicago, Abruzzi ha un ruolo quasi da "celebrità" nel penitenziario di Fox River. È il responsabile delle "Prison Industries", un programma che prevede l'utilizzo dei detenuti per lavori interni alla prigione. È rispettato e temuto ed è molto influente. Il suo stato di mafioso gli permette di avere un buon livello di autonomia e di libertà nella prigione, grazie anche all'aiuto del capo degli ufficiali di guardia, Brad Bellick, che è sul libro paga dei soci di Abruzzi. Pur di riuscire a trovare Fibonacci, Abruzzi non si ferma davanti a nulla, anche se questo significa tagliare due dita del piede a Michael Scofield. Quando Abruzzi si rende conto di non riuscire a "piegare" Michael, decide di cambiare strategia e di aiutare Michael nel suo piano di fuga.
La sua posizione all'interno del penitenziario viene ben presto minacciata dal suo successore nella gerarchia della famiglia, Philly Falzone, il quale ha bloccato le entrate in denaro di Abruzzi e lo ha sostituito all'interno della mafia di Chicago. Grazie a Falzone, Gus Fiorello - un altro detenuto che ha finora "servito" Abruzzi a Fox River - diventa il responsabile delle Prison Industries e come tale ha accesso alla stanza in cui Abruzzi e gli altri partecipanti all'evasione hanno scavato un buco nel pavimento. Così Abruzzi organizza un incontro tra Michael e Falzone, per costringere il primo a dare a Falzone l'indirizzo di Fibonacci. Solo così Abruzzi può avere indietro la direzione delle P.I. Minacciato, Scofield rivela dove si nasconde l'uomo (in Canada) e Abruzzi riprende il suo potere all'interno di Fox River (P.I. comprese). Quando Falzone e i suoi scagnozzi si recheranno all'indirizzo dato da Michael, troveranno la polizia: in realtà, Abruzzi e Scofield avevano organizzato il tutto per incastrare Falzone (Fibonacci in realtà si trovava in Kansas).
In seguito, quando Michael si rende conto che il numero delle persone che fanno parte del piano sono troppe, Abruzzi tenta di eliminare T-Bag. Quando quest'ultimo racconta a suo cugino Jimmy dell'evasione, Abruzzi ordina a uno dei suoi uomini all'esterno di farlo sparire in una settimana. Ma il rapimento finisce in tragedia: Jimmy e il figlio di 5 anni vengono uccisi. Scioccato dalla morte del bambino, Abruzzi comincia ad avere delle allucinazioni, si converte alla religione cattolica e decide di risparmiare T-Bag. Questo così aggredisce Abruzzi alla gola, che viene trasportato immediatamente nell'ospedale più vicino da un elicottero.
Con l'uscita di scena di Abruzzi, il piano di Michael si complica, perché Abruzzi avrebbe dovuto occuparsi dei mezzi di trasporto subito dopo la fuga da Fox River. Abruzzi ritornerà a Fox River due settimane dopo. Si è tagliato i capelli ed è diventato estremamente religioso, soprattutto dopo aver visto l'immagine di Cristo apparire in una macchia d'acqua nella sua cella. Nonostante la sua fede religiosa non sia falsa, lo è il suo atteggiamento eccessivamente amichevole. Abruzzi si mostra infatti spietato quanto prima, ricattando Nick Savrinn e costringendolo a tenere in ostaggio Veronica Donovan, fino a quando Michael non gli rivelerà il nascondiglio di Fibonacci (Michael non verrà mai a sapere del rapimento di Veronica perché questa verrà lasciata libera dallo stesso Savrinn). Inoltre, in finale di stagione, poco prima della fuga, si evince che Abruzzi ha intenzione di uccidere alcuni dei fuggitivi, dato che si è accordato per un aereo a 3 posti. Nonostante questi sotterfugi, Abruzzi si comporta con il gruppo sempre in modo benevolo.
Subito dopo la fuga, il vero volto di Abruzzi viene fuori, soprattutto quando cerca di uccidere T-Bag, ma quest'ultimo per evitare la morte si ammanetta a Michael. Per questo motivo Abruzzi troverà il modo di liberare Michael e di vendicarsi di T-Bag: taglierà a questo di netto la mano sinistra con un'accetta, liberando il gruppo dalla sua presenza.

### Seconda stagione
All'indomani dell'evasione, Abruzzi, Michael, Lincoln, Sucre e C-Note proseguono la loro fuga, ma vengono riconosciuti da un cacciatore, che li minaccia con un fucile. Per riuscire a sfuggirgli, Abruzzi minaccia a sua volta la figlia lì presente. Quando l'uomo cede, i fuggitivi gli rubano l'auto e si allontanano a gran velocità verso Oswego, dove Michael ha nascosto vestiti e altri oggetti utili alla fuga. Quindi, i cinque uomini si separano e stranamente Abruzzi non mostra nessun interesse per Fibonacci.
Ben presto, Abruzzi si riunisce alla sua famiglia e insieme decidono di recarsi in Sardegna. Ma prima della partenza, i suoi tirapiedi dicono di aver trovato Fibonacci in un motel. In realtà è una trappola ideata dall'agente Alexander Mahone. Così Abruzzi decide di chiudere una volta per tutte la storia di Fibonacci per dedicarsi interamente alla famiglia. Arrivato al motel, tuttavia, non trova Fibonacci, e il luogo viene circondato dagli agenti di Mahone. Abruzzi decide così di lasciare la stanza dove è intrappolato e andare incontro agli agenti. Fuori, Mahone gli intima di lasciar cadere la pistola che ha in mano e di inginocchiarsi, ma Abruzzi lascia intendere di non essere intenzionato a tornare in prigione. Così Abruzzi decide di affrontare l'agente dell'FBI alzando la pistola, ma questo si protegge e gli altri agenti fanno fuoco uccidendolo. L'omicidio tuttavia si sarebbe potuto evitare, ma gli ordini dati a Mahone dalla Compagnia erano di uccidere tutti gli "8 di Fox River".
John Abruzzi è il primo dei fuggitivi ad essere ucciso e il terzo fra i personaggi protagonisti (dopo Charles Westmoreland e Veronica Donovan) a morire nella serie.